# Matjaž Hanžek
Matjaž Hanžek est un homme politique slovène, né le 13 août 1949 à Slovenj Gradec.
Il est ombudsman de 2001 jusqu'à février 2007, où il passe le relai à Zdenka Cebasek Travnik. En 2014, il est élu à l'Assemblée nationale avec le parti de la gauche unie.